# Christopher Wray
Christopher Asher Wray (New York (New York), 17 december 1966) is een Amerikaans ambtenaar en jurist. Hij was van 2 augustus 2017 tot 19 januari 2025 directeur van de Federal Bureau of Investigation (FBI). 
Hij was van 2001 werkzaam als ambtenaar op het ministerie van Justitie en was van 2003 tot 2005 topambtenaar als directeur-generaal van het departement voor Justice Criminal Division op het ministerie. Van 2005 tot 2017 was hij werkzaam als advocaat voor het advocatenkantoor King & Spalding.

## FBI-directeur
President Donald Trump droeg Wray op 7 juni 2017 voor als directeur van de FBI als opvolger van de ontslagen James Comey. Op 1 augustus 2017 stemde de Senaat in met zijn benoeming.
- Library of Congress Control Number: no2012115810
- Virtual International Authority File: 254939991
- WorldCat: E39PBJtmrmRFPvrkkcrpXtQpfq